# Джона Ефолоко
Джона Ефолоко (англ. Jona Efoloko; нар. 23 вересня 1999) — британський легкоатлет конголезського походження, який спеціалізується в бігу на короткі дистанції.

## Спортивні досягнення
Бронзовий призер чемпіонату світу в естафетному бігу 4×100 метрів.
Чемпіон світу серед юніорів у бігу на 200 метрів (2018).
Чемпіон Ігор Співдружності в естафетному бігу 4×100 метрів (2022).
Срібний призер чемпіонату світу серед юніорів у бігу на 200 метрів (2017).
Чемпіон Європи серед юнаків у бігу на 200 метрів (2016).